# Gujranwala
Gujranwala (en urdú, panjabi گوجرانوالہ Gujrānwāla) és una ciutat de la província del Panjab al Pakistan. Té una població d'1.132.509 (segons el cens de 1998). Està situada a 32° 10′ N, 74° 11′ E / 32.16°N,74.18°E.

## Història
Gujranwala hauria estat fundada pels gujars al segle vi, i després reanomenada Khanpur Shansi per un membre del grup dels jats que va fundar diversos pobles a la comarca; però el nom antic va predominar i era el corrent al segle xvi. A la mort d'Aurangzeb el 1707 no va tardar a ser ocupada per un aventurer sikh, Charat Singh, l'avi del furur maharajà sikh Ranjit Singh, que la va convertir en capital d'un petit principat en el que fou succeït pel seu fill i el seu net; Ranjit Singh, el net, va aconseguir imposar el seu domini a tot el districte i després a part del Panjab. Hari Singh Nalwa, un general sikh, és considerat el fundador de la moderna ciutat de Gujranwala.
Va passar als britànics el 1849 amb la resta del Panjab. El 1852 va ser convertida en capital de districte i el 1867 va esdevenir municipalitat i el 1901 tenia 29.224 habitants (1868: 19.381; 1881: 22.884). El seu creixement espectacular data de la segona meitat del segle xx.